# 조정남
조정남(1941년 11월 20일 ~ )은 SK텔레콤의 부회장이다.
1941년 전북 전주에서 태어났고 전주고등학교를 거쳐, 1967년 서울대학교 화학공학과 졸업했다.

## 약력
- 1966년 유공(현재 SK) 입사
- 1987년 SK에너지 이사 (엔지니어링 담당)
- 1993년 캘리포니아대학교 버클리캠퍼스 경영대학 최고경영자 과정 수료
- 1995년 한국이동통신(현재 SK텔레콤) 전무이사 선임
- 1998년 서울대학교 경영대학 최고경영자 과정 수료
- 1998년 3월 SK텔레콤 부사장
- 1998년 12월 SK텔레콤 대표이사 사장
- 2000년 SK텔레콤 대표이사 부회장
- 2001년 한국전파진흥협회 회장
- 2003년 대한펜싱협회 회장
- 2007년 한국과학기술원 이사장

## 수상이력
- 2001년 제46회 정보통신의 날 한국통신학회 주최 정보통신대상 수상 (CDMA 세계 최초 상용화 성공 공로)
- 2001년 동탑산업훈장 수상 (CDMA이동통신 해외진출유공)
- 2002년 한국전문경영인대상 (한국전문경영인학회)
- 2003년 베트남정보통신발전공로훈장 (베트남정부)
- 2004년 제3회 서울대AMP대상 수상 (서울대 경영대학 최고경영자과정)
- 2005년 2005 IMI 경영대상/사회공헌부문 (전국경제인연합회 국제경영원)
- 2006년 2006 한국의 경영자상 (한국능률협회)
- 2006년 올해의 테크노 CEO상 (과학기술부,한국산업기술진흥협회)